# Mehrkomponentenfaser
Eine Mehrkomponentenfaser (synonym: Multikomponentenfaser) besteht aus mindestens zwei fest, aber trennbar miteinander verbunden Polymeren mit unterschiedlichem chemischem und/oder physikalischem Aufbau.
Überwiegend werden Mehrkomponentenfasern aus zwei Polymerkomponenten hergestellt. Sie werden deshalb als Bikomponentenfasern bezeichnet.
Ziel der Entwicklung von Bikomponentenfasern (auch Zwillingsfasern genannt) war, die schwierige und kostspielige Ausarbeitung neuer chemischer Kombinationen zu umgehen, trotzdem aber Fasern mit neuartigen erwünschten Eigenschaften zu erzielen.

## Aufbau von Bikomponentenfasern
Es existiert eine Vielzahl geometrischer Anordnungen der Polymere, wobei aber die im nebenstehenden Bild dargestellten vier Typen im Faserquerschnitt den Vorrang haben:

a) Seite-an-Seite; b) Mantel/Kern; c) Matrix/Fibrillen; d) Tortenstücken

a) Seite-an-Seite; engl. Side-by-Side(S/S-Typen).
Es werden zwei verschiedene Polymere vor dem Spinnprozess zusammengeführt und durch eine Düsenbohrung ersponnen, so dass sie Seite an Seite im Längsverlauf des Filaments liegen (meist in Anteilen von 50/50). Bei unterschiedlichem Schrumpfverhalten der Polymere kann durch eine Wärmebehandlung eine Faserkräuselung erhalten werden.
b) Mantel/Kern (M/K-Typen); engl. Cover/Core (C/C) bzw. Sheath/Core (S/C) oder auch Kern/Mantel (K/M-Typen; engl. Core/Sheath (C/S) (sowohl mit konzentrischen als auch exzentrischem Kern).
Die unterschiedlichen Polymerkomponenten werden in einer Ringspinndüse so zusammengeführt, dass eine Komponente den Kern, die andere den umhüllenden Mantel bildet. Weist z. B.der Kern einen höheren Schmelzbereich als der Mantel auf, können diese Faser zur thermischen Vliesverfestigung genutzt werden.
c) Matrix/Fibrillen (M/F-Typen); engl. Islands-in-the-Sea).
Die Fasern bestehen aus zwei unverträglichen artverschiedenen Polymeren. Die innere Schmelze (Fibrillenschmelze) wird durch eine größere Anzahl von Röhrchen in die Vorbohrung der Düsenplatte für die äußere Schmelze (Matrix) extrudiert und anschließend werden die in der Spinnmasse vereinten Komponenten gemeinsam ausgesponnen. Die feinen Fibrillen(Mikrofasern) mit Durchmessern generell unter 10 µm werden von der Matrix geschützt, was eine übliche textile Verarbeitung bis z. B. zur Bildung eines Vlieses ermöglicht. Durch ein Auflösen der Matrix können die verbleibenden Mikrofasern im erstellten Erzeugnis freigelegt werden.(siehe Alcantara)
d) Tortenstücken (auch Orangenstücken)-Struktur.
Die Kreissegmente (Tortenstücke) werden durch einen dazwischen liegenden Stern aus einem anderen Polymer ausgebildet. Bei der Herstellung wird ausgenutzt, dass einige Polymere im Schmelzfluss während des Ausspinnens der Elementarfasern z. B. aus einer Orangentyp-Spinndüse leicht aneinanderhaften, diese Haftstellen aber beim Erkalten und bei mechanischen Belastungen wieder aufspalten. Dadurch entstehen Mikrofaserbündel mit einem keilförmigen Querschnitt. Brauchbare Kombinationen sind PET-PP und PET-PA. Häufig werden die entstehen Mikrofasern für Vliesstoffe genutzt.

## Historische Entwicklung
Als Vorläufer der Bikomponentenfasern kann das schon im 19. Jahrhundert erzeugte „Engelshaar“, das durch gemeinsames Verarbeiten von zwei Gläsern unterschiedlicher chemischer Zusammensetzung eine Kräuselung der Glasfasern aufwies. Zu frühen Vorläufern zählen auch an der Oberfläche zu Cellulose zurückverseifte Acetatfasern (partiell substantivierte Acetatfasern), die eine Frühform der Mantel-Kern-Fasern darstellt, sowie eine Frühform animalisierte Cellulose, die durch Einspinnen von Proteinen in Cellulose hergestellt wurde und als frühe Matrix-Fibrillen-Type angesehen werden kann.
Die eigentliche Entwicklung begann aber erst in den 1930er Jahren bei der I.G. Farben mit Seite-an-Seite-Bikomponentenfasern aus zwei unterschiedlich gereiften Viscosen oder aus Celluloseacetat und Polyvinylchlorid. Ziel war, eine wollähnliche Kräuselung der Fasern zu erreichen. Während des Zweiten Weltkrieges erfolgten weitgehend nur Entwicklungsarbeiten von Bikomponentenfasern mit Viskosen unterschiedlicher Zusammensetzung bei der American Viscose Corperation.
1958 führte DuPont die erste Polyacrylnitril-Bikomponenten-Faser ein, die durch das Trockenspinnen von zwei Polymeren durch eine Spinndüsenöffnung Filamente mit einem pilzförmigen Querschnitt ergaben. Dadurch wurde letztendlich eine helixartige Kräuselung wie bei der Wolle erreicht.
Bikomponentenfasern durch Schmelzspinnen wurden ab den 1960er Jahren zuerst von der schweizerischen Firma Viscosuisse und DuPont entwickelt und unter dem Markennamen Cantrece als Polyamidgarne von DuPont ab Mitte der 1960er Jahre auf den Markt gebracht.
Nachdem die Entwicklung der Bikomponentenfasern anfänglich jahrzehntelang vor allem gekräuselte Chemiefasern zum Ziel hatte, standen mit der anwachsenden Vliesstoffindustrie ab den 1990er Jahren vor allem die Bindefasern nach dem Kern-Mantel-Typ im Vordergrund. Bedeutend wurde auch die Erzeugung von superfeinen Fasern (Mikrofasern) durch das Splitten von mehrlagigen Bikomponentenfasern ab Anfang der 1970er Jahre.